# 잉여들의 히치하이킹
잉여들의 히치하이킹은 2013년 11월 28일에 개봉한 청춘 로드 대한민국의 다큐멘터리 영화이다. 스스로를 ‘잉여’라 칭하는 20대 청춘 4인방이 물물교환형식으로 1년간 유럽을 여행한다. 이호재가 감독을 맡았으며 김휘, 하승엽, 이현학과 함께 단돈 80만원과 카메라 1대만 들고 무작정 유럽 행 비행기에 몸을 싣는다.영화관 입장권 통합전산망에 따르면 영화 <잉여들의 히치하이킹>은 지난 11월 28일 개봉 30일 만에 누적관객수 2만 372명을 동원하며 2013년 개봉 다큐멘터리 부문 최단기간 2만 관객을 동원한 영화가 되었다.

## 줄거리
같은 대학 영화과에서 함께 공부하는 그들이 학교를 그만두고 프랑스로 떠나며 영화가 시작된다. 촬영 석달전 그들은 여름방학을 맞이하여 등록금을 마련하기 위해 영상을 만드는 아르바이트를 한다. 하지만 등록금의 절반도 마련하지 못한 그들은 대학교로 돌아가는 대신 여행을 떠나기로 한다. 그들의 첫 번째 계획은 호스텔, 민박집 영상을 만들어 주는 대신 숙식을 제공 받는 것이다. 두 번째 계획은 영국으로 가서 제2의 비틀즈를 발견하여 데뷔 뮤직비디오를 찍는 것이다. 마지막으로 그들의 1년 계획을 실천한 후 다큐멘터리 영화로 제작하여 영화를 개봉하는 것이 그들의 계획이다. 땡전 한 푼 없이 유럽에서 여행하는 하며 모든 것을 자급자족하는 그들의 도전을 담은 다큐멘터리 영화이다.

## 제작진
- 제작 : 서플러스
- 제공/배급 : cgv 무비꼴라주
- 기획 : 이호재
- 감독 : 이호재
- 프로듀서 : 김이정
- 구성 : 이호재
- 촬영 : 김휘, 이현학, 이호재, 하승엽
- 애니메이션 : 조성익
- 시각디자인 : 조성익
- 편집 : 최경윤
- 음악 : 이호재
- 사운드 디자인 : 정수연
- 마스터링 : 최경윤

## 출연진
- 호재 : 이호재
- 하비 : 하승엽
- 현학 : 이현학
- 휘 : 김휘
- 쌈바 : 조성익
- 상철 : 옥상철
- 미란 : 조미란
- 나레이션 : 이호재
- Amelia : Amelia Ryde(옐로호스텔 담당자)
- Arco : Chris Healey, Dave Milligan, Nick Healey
- Brian : Brian Hanlon
- Okan : Okan Chai
- Romain : Romain
- Secil : Secil Akdemir

## 삽입곡
- Arco - Alien
- Arco -Stars
- Bensh-Dot Jp
- Bensh -Doubt
- Bensh-Hard Rain
- Bensh-Juice
- Brian Hanlon-Money Maker
- Brian Hanlon-Never Too Late
- Mat-Highspeed Height

## 영화 개요

### 모든 길은 로마로 통한다(14일째, 남은 경비 80만 원)
프랑스를 가로 질러 로마까지 이동 하기 위해 그들은 ‘믈랭’이라는 도시로 이동하는 것을 목표로 한다. ‘믈랭’으로 이동하기 위해 첫 히치하이킹 시도했지만 실패한다. ‘믈랭’으로 가는 버스가 없어서 기차를 타야하지만 돈이 없었던 그들은 3팀으로 나누어 이동하기로 한다. 3시, 6시, 9시에 기다리는 시간은 30분으로 정하고 그들은 역 아니면 성당에서 모이기로 한다.

### 건투를 빈다(38일째, 남은 경비 40만 원)
한 팀은 한국으로 떠나고 나머지 팀은 기차를 타고 로마로 이동한다. 처음 계획대로 민박집에 이메일을 보내지만 계획대로 영상을 제작할 수는 없었다. 며칠이 지나도 변하는 건 적어지는 돈의 액수이다.

### 집으로(46일째, 남은 경비 2만 원)
그들은 떠날 위기에 처하지만 기적처럼 민박집에서 연락이 왔다. 그들의 목표와는 다르게 민박집에서는 홍보 영상을 원하지 않았다. 그들은 새로운 전략이 필요하다고 생각하고 한인 민박집이 아닌 외국 호스텔을 목표로 한다. ‘The Yellow'라는 호스텔에서 연락이 왔고 그들은 홍보 영상을 성공적으로 제작하였다.

### 우리들의 축제(62일째, 남은 경비 0원)
생활에 필요한 모든 것을 스스로 만들어 낸다. 그들은 유럽에 온지 3개월만에 그들만의 방식으로 완전히 자리를 잡았다.

### 터키는 진짜 형제 국가(90일째, 남은 경비 540만 원)
유럽에서의 체류기간 90일을 넘기기 전 유럽연합에 가입되어 있지 않은 터키로 잠시 이동한다. 튀르키예에서 홍보영상을 제작하고 영국 호스텔로부터 최고의 제안을 받은 그들은 최종 목적지인 영국으로 향하게 된다.

### 새로운 모험(178일째, 남은 경비 140만 원)
아일랜드 출신의 브라이언의 뮤직비디오 만들기를 목표로 한다.
그러던 중 이호재 감독이 좋아 한 뮤지션인 아르코가 마지막 음반 발매한다는 소식을 듣게되고 마지막 아르코의 뮤직비디오 만들기도 시도한다.

### 아르코의 편지(304일째, 남은 경비 38만 원)
귀국할 시간이 다가오고 남아있는 촬영 본 촬영과 편집할 시간이 부족하다. 아르코의 뮤직비디오를 완성하지 못하고 아르코로부터 한통의 편지를 받게 된다.

### 마지막 여정(359일째, 남은 경비 7만 원)
이호재 감독은 혼자서 자전거를 타고 이동한다. 하지만 나머지 멤버들은 한국으로 돌아가지 않고 최종 목적지에 깜짝 등장하여 아르코의 뮤직비디오를 완성시킨다.

## 흥행
| 날짜            | 스크린수 | 상영횟수 | 매출액    | 관객수 | 누적매출액 | 누적관객수 | 순위 |
| --------------- | -------- | -------- | --------- | ------ | ---------- | ---------- | ---- |
| 개봉이전        | 2        | 14       | 9,336,500 | 1,117  | 9,336,500  | 1,117      | N/A  |
| 개봉1일(11/28)  | 30       | 67       | 4,202,500 | 607    | 13,539,000 | 1,724      | 23   |
| 개봉2일(11/29)  | 28       | 67       | 4,461,900 | 650    | 18,000,900 | 2,374      | 23   |
| 개봉3일(11/30)  | 30       | 67       | 8,519,500 | 1,123  | 26,520,400 | 3,497      | 17   |
| 개봉4일(12/01)  | 31       | 69       | 8,674,000 | 1,161  | 35,194,400 | 4,658      | 18   |
| 개봉5일(12/02)  | 30       | 66       | 3,902,500 | 533    | 39,096,900 | 5,191      | 22   |
| 개봉6일(12/03)  | 28       | 61       | 3,391,000 | 511    | 42,487,900 | 5,702      | 24   |
| 개봉7일(12/04)  | 30       | 69       | 4,870,000 | 696    | 47,357,900 | 6,398      | 21   |
| 개봉8일(12/05)  | 29       | 53       | 2,983,000 | 411    | 50,340,900 | 6,809      | 29   |
| 개봉9일(12/06)  | 35       | 61       | 5,104,000 | 758    | 55,444,900 | 7,567      | 21   |
| 개봉10일(12/07) | 35       | 61       | 9,622,000 | 1,198  | 65,066,900 | 8,765      | 20   |

| 날짜            | 스크린수 | 스크린 점유율 | 상영횟수 | 상영 점유율 | 좌석수 | 좌석 점유율 | 관객수 | 좌석 판매율 |
| --------------- | -------- | ------------- | -------- | ----------- | ------ | ----------- | ------ | ----------- |
| 개봉이전        | 2        | N/A           | 14       | N/A         | 1,698  | N/A         | 1,117  | N/A         |
| 개봉1일(11/28)  | 30       | 0.8%          | 67       | 0.5%        | 7,987  | 0.4%        | 607    | 7.6%        |
| 개봉2일(11/29)  | 28       | 0.7%          | 67       | 0.5%        | 7,987  | 0.3%        | 650    | 8.1%        |
| 개봉3일(11/30)  | 30       | 0.7%          | 69       | 0.5%        | 8,256  | 0.3%        | 1,123  | 13.6%       |
| 개봉4일(12/01)  | 31       | 0.7%          | 69       | 0.5%        | 8,326  | 0.4%        | 1,161  | 13.9%       |
| 개봉5일(12/02)  | 30       | 0.8%          | 66       | 0.5%        | 8,883  | 0.4%        | 533    | 6.0%        |
| 개봉6일(12/03)  | 28       | 0.7%          | 61       | 0.5%        | 7,568  | 0.3%        | 511    | 6.8%        |
| 개봉7일(12/04)  | 30       | 0.8%          | 69       | 0.5%        | 9,170  | 0.4%        | 696    | 7.6%        |
| 개봉8일(12/05)  | 29       | 0.7%          | 53       | 0.4%        | 6,726  | 0.3%        | 411    | 6.1%        |
| 개봉9일(12/06)  | 35       | 0.8%          | 61       | 0.4%        | 7,650  | 0.3%        | 758    | 9.9%        |
| 개봉10일(12/07) | 35       | 0.8%          | 61       | 0.4%        | 7,781  | 0.3%        | 1,198  | 15.4%       |

| 지역     | 스크린 수       | 누적 매출액(점유율) | 누적 관객수(점유율) |
| 서울시   | 14              | 113,465,800(55.7%)  | 15,388(57.2%)       |
| 경기도   | 7               | 18,005,000(8.8%)    | 2,798(9.5%)         |
| 충청북도 | 0               | 446,000(0.2%)       | 87(0.3%)            |
| 충청남도 | 1               | 1,683,000(0.8%)     | 228(0.8%)           |
| 경상북도 | 0               | 229,000(0.1%)       | 48(0.2%)            |
| 경상남도 | 1               | 637,800(0.3%)       | 98(0.3%)            |
| 전라북도 | 1               | 1,039,000(0.5%)     | 224(0.8%)           |
| 부산시   | 5               | 30,349,000(14.9%)   | 4,608(15.6%)        |
| 대구시   | 1               | 4,883,500(2.4%)     | 672(2.3%)           |
| 대전시   | 1               | 4,184,500(2.1%)     | 608(2.1%)           |
| 인천시   | 2               | 21,706,500(10.7%)   | 3,733(12.7%)        |
| 광주시   | 2               | 6,992,500(3.4%)     | 986(3.3%)           |
| 전국     | 35 (2013-12-06) | 203,621,600(100%)   | 29,478(100%)        |

| 상영타입 | 스크린수 | 상영횟수 | 누적매출액(점유율) | 누적관객수(점유율) |
| -------- | -------- | -------- | ------------------ | ------------------ |
| 필름     | 6        | 117      | 2,435,000(1.2%)    | 346(1.2%)          |
| 디지털   | 73       | 1,919    | 201,186,600(98.8%) | 29,132(98.8%)      |
| 합계     | 79       | 2,036    | 203,621,600(100%)  | 29,475(100%)       |

| 과거 상영내역              | 과거 상영내역   | 과거 상영내역 | 과거 상영내역 |
| -------------------------- | --------------- | ------------- | ------------- |
| (주)씨스퀘어소프트         | 2개 영화상영관  | 4개 스크린    | 59회 상영     |
| CJ올리브네트웨크(주)       | 24개 영화상영관 | 38개 스크린   | 1,186회 상영  |
| 롯데컬쳐웍스(주)롯데시네마 | 8개 영화상영관  | 11개 스크린   | 105회 상영    |
| 맥스무비(주)               | 5개 영화상영관  | 5개 스크린    | 106회 상영    |
| 메가박스(주)               | 6개 영화상영관  | 7개 스크린    | 229회 상영    |
| 인터파크(주)               | 10개 영화상영관 | 11개 스크린   | 337회 상영    |

## 평가
영상물등급위원회가 선정한 2013년 4분기 ‘청소년을 위한 좋은 영상물’에 선정되었다.작가 겸 여행 에세이스트 이병률 작가는 ‘단지 영화 한 편을 봤을 뿐인데, 유럽왕복항공권을 받은 느낌’이라고 평가 했다.영상매체 이수연 비평단에 의하면 잉여들의 히치하이킹은 멀리서는 단순한 여행 이야기로 보일지 몰라도 가까이에서 보면 우리 사회의 청년들의 모순들을 담아낸 영화 라고 평가 했다.

## 수상
- 2013년 18회 부산국제영화제 (와이드앵글 다큐멘터리 쇼케이스 부문) 초청[7][8]
- 2014년 1회 들꽃영화상 최우수다큐멘터리상 후보[9]
- 2015년 17회 서울국제청소년영화제 초청[10]